# Victoria Bitter
Victoria Bitter o VB è una birra australiana prodotta dalla Carlton & United Beverages che appartiene al gruppo Foster's. Anche se Foster's è la birra australiana più conosciuta all'estero, la sua quota di mercato in Australia resta bassa a confronto con la Victoria Bitter, che è la birra più venduta, sia all'ingrosso che al dettaglio.
Nonostante il suo nome, Victoria Bitter è una birra commerciale standard di tipo lager, anche se è forse leggermente più amara.

## Victoria Bitter e Tooheys
Fino al 1999, un accordo tacito tra Carlton & United Beverages e Lion Nathan (fabbricante della birra Tooheys), li impediva di penetrare in concorrenza nel mercato, nello stato di Victoria e del Nuovo Galles del Sud. Con quest'accordo si mise fine alla cosiddetta guerra della birra di Melbourne (Melbourne Beer War) per il controllo del mercato.

## Cambi nel contenuto d'alcool
Nel 2007 la Foster's Group, che produce la Victoria Bitter, ha progettato di ridurre la quantità di alcool da 4,9% a 4,8% per ridurre parallelamente l'accisa.
Il The Age (un quotidiano australiano), ha segnalato il 4 luglio 2007 che questo cambiamento farà risparmiare fino a $20 milioni all'anno nei pagamenti di imposta.. Il portavoce della Foster's, Ben Wicks, ha precisato che il gusto della birra resterà identico.

## La birra VB Midstrength
Nel 2007, è stata lanciata una nuova versione di VB chiamata VB Midstrength con un volume dell'alcool di 3.5%, è stata studiata per capitalizzare di più sul mercato crescente delle birre, attualmente dominato XXXX (è una marca delle birre prodotta dalla Castlemaine Perkins a Milton, in Brisbane nel Queensland), da Gold .
La TV Scott Cam, ha confessato di essere fan di VB, così ha creato il VB Mid Ambassador.
Il 24 luglio 2007, il The Australian (chiamato "The Oz" in modo meno formale, è un giornale quotidiano nazionale australiano fondato nel 1964 e pubblicato dalla News Corporation da Rupert Murdoch), ha segnalato che entro tre mesi ci sarà la promozione del lancio di VB Midstrength. Dopo aver promosso direttore regionale Anthony Heraghty ha suggerito delle ulteriori estensioni della marca di VB, la Foster's ha detto trying to see past the big green giant (sta provando a vedere oltre il grande gigante verde).